# Marc Cohn
Pour les articles homonymes, voir Cohn.
 (juillet 2013).
Si vous disposez d'ouvrages ou d'articles de référence ou si vous connaissez des sites web de qualité traitant du thème abordé ici, merci de compléter l'article en donnant les références utiles à sa vérifiabilité et en les liant à la section « Notes et références ».
Marc Craig Cohn (né le 5 juillet 1959 à Cleveland), est un chanteur-compositeur et musicien américain, connu pour sa chanson Walking in Memphis (souvent attribuée par erreur à Bruce Springsteen ou Michael Bolton) de son album de 1991 Marc Cohn.

## Biographie

### Débuts et succès
Marc Cohn est né le 5 juillet 1959 à Cleveland, dans l'Ohio, où il est diplômé de Beachwood lycée à Beachwood, une banlieue de Cleveland. Il a ensuite fréquenté l'Oberlin College. Orphelin dès sa jeunesse, il était à peine sorti de l'enfance quand sa mère est morte quand il avait deux ans, et son père est mort dix ans plus tard. A l'adolescence dans les années 1970, Cohn a été inspiré par les voix de sa génération telles que Van Morrison, Joni Mitchell, Jackson Browne et Paul Simon. Cohn a appris à jouer de la guitare et a commencé à écrire des chansons quand il était au lycée, jouant et chantant avec un groupe local appelé Doanbrook Hôtel. Pendant ses études à Oberlin College dans l'Ohio, il a appris tout seul à jouer du piano, puis après le transfert à l'Université de Californie à Los Angeles, il a commencé à exercer dans le café intime et dans les lieux des Steakhouse populaires  de cette localité. Par la suite, il s'installe à New York, et se lance dans des chansons pour faire des démonstrations de divers auteurs, dont Jimmy Webb et Jerry Leiber et Mike Stoller. Travaillant d'abord comme un artiste de sauvegarde des séances d'enregistrement, il a établi une base professionnelle sécurisée après l'assemblage de la Cour suprême, un cover band de 14 pièces, qui a joué au mariage de Caroline Kennedy en 1986. En 1987, Cohn effectué deux chansons (One Rock and Roll Too Many et Pumping Iron) sur l'album concept  de Andrew Lloyd Webber à Starlight Express,Music and Songs from Starlight Express, qui a été produite à l'origine par Phil Ramone.
En 1989, Cohn est pianiste de support pour la chanteuse Tracy Chapman sur son second album Crossroads. Le travail a abouti à un contrat avec Atlantic Records au début des années 1990, après que les dirigeants de l'étiquette entendu un disque de démo avec Cohn au piano et au chant. Travaillant d'abord avec le producteur de Chapman, David Kershenbaum et de collaborer plus tard avec l'ingénieur Ben Wisch et producteur John Leventhal, Cohn a sorti un album solo Marc Cohn en 1991, qui a été un énorme succès, grâce à l'énorme succès de Walking in Memphis, qui a atteint la 13e place dans les Pop Charts et a été désigné chanson de l'année et Meilleur Vocal Pop. Marc Cohn a réalisé des ventes exceptionnelles vers février 1992 et a été certifié disc de platine en 1996. Un autre air angulaire était True Compagnon, une chanson des amants populaire qui est même devenu la bande-son à une demande en mariage en direct sur la télévision américaine de The Tonight Show, une émission américaine animé par Johnny Carson à l'époque. Cohn a remporté en 1991, un Grammy Award pour le prix du Meilleur Artiste, devançant Boyz II Men et Seal.
En mai 1993, Marc a sorti son deuxième album studio The Rainy Season, qui comprenait des apparitions notables de David Crosby, Graham Nash et Bonnie Raitt. L'album a atteint le numéro 63e place dans les Charts américains. Il a fait de nombreuses tournées dans les années 1990, y compris un voyage en Australie avec Bonnie Raitt en tête d'affiche, et lui-même réengagé pour trouver la poésie dans sa vie et l'amener à son art. Cohn a écrit la chanson My Great Escape pour la campagne du film The Cure (film américain de Peter Horton, sorti en 1995). Cependant, la chanson, qui a été joué lors de la séquence d'ouverture, n'a pas été mise sur l'album de la bande originale du film par Dave Grusin.
Cohn était calme depuis plusieurs années, de retour en 1998 avec la sortie de son troisième album solo Burning the Daze. Pour cet album, Cohn a travaillé en grande partie avec son ancien collègue John Leventhal, en ajoutant quelques basses coordinations avec le producteur Malcolm Graver. Il a été rejoint dans l'album une fois de plus par des artistes populaires, y compris la chanteuse de musique country Rosanne Cash. Après la sortie de Burning Daze, Cohn a effectué des tournées de printemps et d'été en 1998. L'année suivante, il a contribué à la Kris Kristofferson's highly collaborative Austin Sessions. Il a ajouté au chants, des enregistrements par Rosanne Cash, Shawn Colvin et Rodney Crowell, et en 2002, il a été entendu dans le Jackson Browne's Nu Ride Home. Les morceaux originaux de Cohn ont été enregistrées par de nombreux chanteurs populaires, y compris Susan Anton et John Tesh.
En 2005, Cohn a compilé et auto-publié un album live solide Live 04-05. En août de la même année, Cohn a été touché à la tête lors d'une tentative carjacking à Denver, en Colorado, à la suite d'un concert avec Suzanne Vega. La balle l'a touché à la tempe mais n'a pas pénétré dans son crâne. Cohn a été hospitalisé et libéré le lendemain. Par la suite il a sorti la compilation The Very Best of Marc Cohn en juin 2006 et son 4e album studio, un de ses disques les plus acclamés, Join The Parade en 2007 et a fait plus de 150 concerts à travers le monde.
En 2010, Cohn revient avec l'album Listening Booth: 1970, une collection de reprises qui ont été initialement publiées au cours de l'année 1970. L'album a atteint la 28e place des charts américains. En plus de traverser les genres du rock, soul et folk et pop, il propose des performances vocales de India Arie, Jim Lauderdale, Aimee Mann et Kristina train sur un tiers de la douzaine de pistes de l'album.
En mai 1992, le duo anglais de musique de danse, Shut Up and Dance (en) sort un single Raving I'm Raving, qui a atteint la 2e place des charts britanniques. Leur chanson est beaucoup inspiré du succès de Cohn Walking in Memphis. Le groupe de Dance allemand, Scooter atteint la 33e place en 1996, quand ils ont repris le titre sous I'm Raving.
À la fin de l’année 2014 Cohn publiait The Coldest Corner in the World, la chanson phare du documentaire Tree Man.
Le 25 mars 2016, l’album Careful What you Dream: Lost Songs and Rarities était sorti avec l’album bonus Evolution of a Record, pour fêter le 25e anniversaire de la publication de son premier album. Il contient 12 chansons, qui viennent toutes du temps d’avant Walking in Memphis.

### Vie privée
Cohn est marié à la journaliste d'ABC News Elizabeth Vargas, qu'il a rencontrée à l'US Open en 1999, après avoir été présenté par André Agassi. Ils ont deux fils : Zachary Raphaël, né le 31 janvier 2003, et Samuel Wyatt qui est né le 16 août 2006. Cohn a deux autres enfants d'un précédent mariage, un fils, Maxwell et une fille, Emily.

### Awards
- 1991 American Music Awards - Proposé pour la Favorite New Artist - Adult Contemporary
- 1991 Grammy Awards - Gagnant pour le Best New Artist
- 1992 Grammy Awards - Proposé pour la Pop Male Vocalist sur Walking in Memphis

## Discographie

### Albums
- Marc Cohn (1991) (Atlantic Records)
- The Rainy Season (1993) (Atlantic Records)
- Burning The Daze (1998) (Atlantic Records)
- Marc Cohn Live 04/05) (2005) (United Musicians)
- The Very Best of Marc Cohn (2008) (Atlantic/WEA)
- Join The Parade (2007) (Decca Records)
- Listering Booth 1970 (2010) (Saguaro Road Records)
- Careful What You Dream: Lost Songs and Rarities (2016)

### Singles
- Walking In Memphis (1991)
- Silver Thunderbird (1991)
- True Companion (1991)
- 29 Ways (1991)
- Ghost Train (1992)
- Strangers in a Car (1993)
- Walk Through the World (1993)
- Paper Walls (1993)
- Turn on Your Radio (1995)
- Already Home (1998)
- Healing Hands (1998)
- Lost You in the Canyon (1998)
- Listening to Levon (2007)
- Look at Me (2010)
- Wild World (2010)
- The Coldest Corner in the World (2014)

### EP's
- Marc Cohn Live: Limited Edition EP (2005)
- Rhino Hi-Five: Marc Cohn (2005)
- Join the Parade Live EP (2008)